# Zofia Matuszczyk-Cygańska
Zofia Matuszczyk-Cygańska (ur. 1915 we Włocławku, zm. 8 sierpnia 2011 w Warszawie) – artystka malarka.

## Życiorys
W roku 1933 rozpoczęła studia matematyczne na Uniwersytecie Warszawskim, lecz po roku studiów przeniosła się na Akademię Sztuk Pięknych w Warszawie do Edwarda Kokoszki, a następnie do Mieczysława Kotarbińskiego. Po wojnie studiowała pod kierunkiem Felicjana Szczęsnego Kowarskiego.
Po uzyskaniu dyplomu rozpoczęła współpracę ze spółdzielnią „Ład”, dla której projektowała tkaniny. Projektowane przez nią tkaniny znajdują się m.in. w salach Pałacu Kultury i Nauki, Grand Hotelu i Filharmonii Narodowej. W latach 1950–1954 pełniła obowiązki kierownika artystycznego „Ładu”. Zajmowała się też pracą pedagogiczną.
W latach pięćdziesiątych i sześćdziesiątych rozpoczęła tworzyć obrazy abstrakcyjne złożone z drobnych różnokolorowych kwadratów.
Prace jej znajdują się m.in. w zbiorach Muzeum Włókiennictwa w Łodzi, Muzeum Narodowego w Warszawie, Muzeum Wojska Polskiego w Warszawie, Muzeum Sztuk Pięknych im. Puszkina w Moskwie, Muzeum Sportu i Turystyki w Warszawie, Muzeum Sportu w Pradze. 
Odznaczona Złotym Krzyżem Zasługi.